# Wolfgang Loë-Bagier
Wolfgang Loë-Bagier, in den USA: Douglas W. Bagier (* 11. Mai 1907 in Neuss, Deutschland als Friedrich Otto Wolfgang Dreckmann; † 8. Juli 1972 in Los Angeles, Kalifornien, USA) war ein deutscher Filmeditor, Tontechniker und Regieassistent.

## Leben und Wirken
Der Adoptivsohn des Filmproduzenten Guido Bagier erlernte sein Handwerk als Schnittmeister zu Beginn der Tonfilmära an der Seite des Berufskollegen Jean Oser, mit dem er unter anderem den Schnitt von Die Nacht gehört uns und Westfront 1918 anfertigte. In diesen frühen Tonfilmjahren sorgte Bagier bei den von ihm bearbeiteten Filmen gelegentlich auch für den Ton. Bis 1936 wirkte W. L. Bagier beim deutschsprachigen Film, bei der Hans-Moser-Komödie Das Gäßchen zum Paradies war er auch als Dialogregisseur tätig. Bis zu diesem Zeitpunkt trat er außerdem auch sporadisch als Regieassistent in Erscheinung.
Im Juli 1937 reiste Bagier nach Japan, wo er sich am Drehbuch der japanisch-deutschen Coproduktion Das heilige Ziel (Original: 国民の誓, d. h. Eid des Volkes) beteiligte. Nach Ende der Dreharbeiten verließ er im November 1938 wieder das Land und schiffte sich in die USA ein, wo er noch im selben Monat ankam. In Hollywood hatte Bagier zunächst Schwierigkeiten, beim Film unterzukommen. In der Schnitt-Einheit der Filmfirma Twentieth Century Fox war er (ohne Namensnennung) zunächst an dem Film Sechs Schicksale beteiligt. Im Laufe des Krieges wurde Bagier, seit 1943 amerikanischer Staatsbürger, vom U.S. War Department nach Übersee geschickt.
Tätigkeiten als Editor sind später lediglich bei B-Film-Inszenierungen diverser vor dem nationalsozialistischen Regime geflohener Regisseure belegt, darunter Fedor Ozep, Frank Wysbar, Richard Oswald, Hugo Haas und Max Nosseck, für die er vor allem in den frühen Nachkriegsjahren unter dem Pseudonym Douglas W. Bagier den Schnitt anfertigte.

## Filmografie
als Filmeditor, wenn nicht anders angegeben
- 1929: Hochzeit in der Oase (Kurzdokumentarfilm)
- 1929: Die Nacht gehört uns
- 1930: Westfront 1918
- 1930: Skandal um Eva
- 1931: Das gelbe Haus des King-Fu
- 1931: Salto Mortale
- 1932: Glück über Nacht
- 1933: …und wer küßt mich?
- 1933: An atlantischen Gestaden (Kurzdokumentarfilm, Regie)
- 1933: Kleines Mädel – großes Glück
- 1933: Die Finanzen des Großherzogs
- 1934: Der schwarze Walfisch
- 1935: Regine
- 1936: Donaumelodien
- 1936: Das Gäßchen zum Paradies
- 1937/38: Das heilige Ziel (Co-Drehbuch)
- 1944: Enemy of Women
- 1945: Devil‘s Bat Daughter
- 1946: Die Gräfin von Monte Christo (The Wife of Monte Cristo)
- 1946: La forteresse
- 1947: Whispering City
- 1947: The Prairie
- 1948: Concert Magic
- 1948: Blondes Eis (Blonde Ice)
- 1948: Daughter of the West
- 1949: The Lovable Cheat
- 1949: Kill or be Killed
- 1951: Aufgelesen (Pickup)
- 1951: The Girl on the Bridge